# Demonstration for Autonomous Rendezvous Technology
Pour les articles homonymes, voir Dart.
Pour l'expérience spatiale de protection planétaire (déviation d'un astéroïde par un impact), voir Double Asteroid Redirection Test.

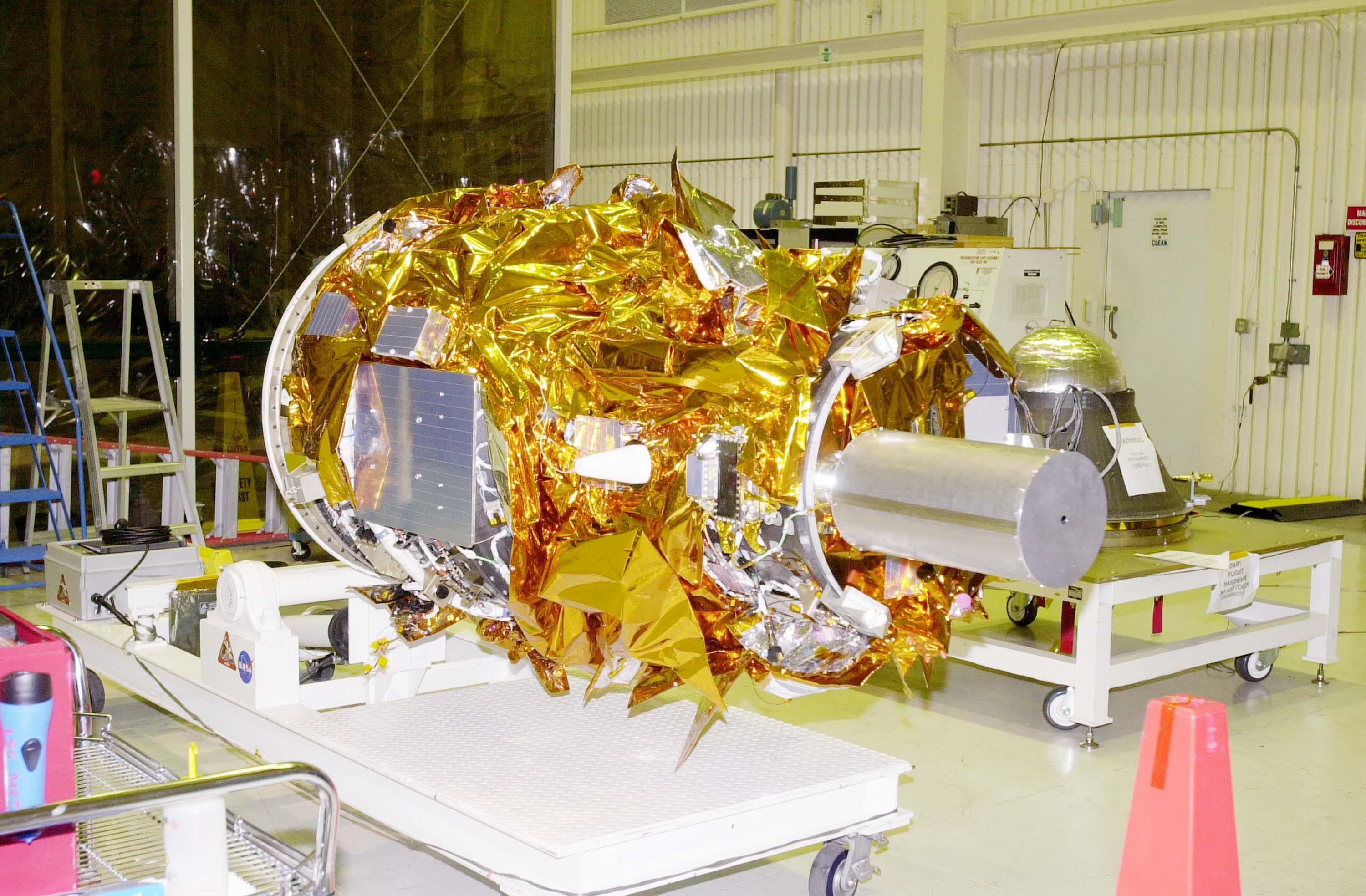
Le satellite DART peu avant son assemblage avec le lanceur Pegasus.

Demonstration for Autonomous Rendezvous Technology (en anglais Démonstrateur de technologie de rendez-vous automatique), plus connu par son acronyme DART, est une mission spatiale de l'agence spatiale américaine, la NASA, lancé en 2005 dont l'objectif était de tester des équipements permettant un rendez-vous spatial entre deux engins spatiaux sans intervention humaine. La démonstration a été un échec.

## Contexte
L'agence spatiale américaine, la NASA, n'a pas développé de système de rendez-vous automatique similaire aux systèmes Kours et Igla mis au point par les soviétiques pour l'amarrage des vaisseaux Soyouz et Progress avec les stations spatiales Saliout puis Mir. Ces manœuvres sont réalisés par les pilotes. DART est un programme expérimental de la NASA destiné à mettre au point un équipement permettant de combler cette lacune.
DART est initialement développé  dans le cadre d'un programme de recherche technologique portant sur les lanceurs réutilisables de deuxième génération (programme 2GRLV). Le projet DART proposé par Orbital Sciences Corporation est sélectionné en 2001 et le contrat est signé en mai 2001. À la suite de la redéfinition de 2GRLV la mission est rattachée au programme Orbital Space Plane (OSP) en novembre 2002. La priorité de la mission est revue par la suite à la hausse compte tenu des besoins découlant de l'assemblage en cours de la Station spatiale internationale. En janvier 2004, à la suite de l'annonce par le président américain Bush de son programme Vision for Space Exploration, le programme OSP est annulé. Néanmoins la mission DART est conservée car ses objectifs restent pertinents pour certaines des architectures de mission étudiées à la suite de cette annonce. À la veille de son lancement le cout de la mission est évalué à 110 millions de dollars.

## Objectifs
La mission a une durée totale de 24 heures. Au cours de celle-ci DART manœuvre pour se rapprocher de l'engin spatial cible MUBLCOM jusqu'à une distance de 250 mètres en dessous et en arrière. Pour cela il utilise les données fournies par un récepteur GPS installé à son bord et celles d'un GPS  à bord de sa cible qui lui sont communiquées par radio. Il doit ensuite à l'aide d'un équipement optique AVGS reposant sur un laser déterminer très précisément la position et l'attitude de MUBLCOM pour effectuer pour plusieurs manœuvres à très faible distance de sa cible en se rapprochant et s'écartant à plusieurs reprises puis en effectuant une manœuvre destinée à éviter une collision.

## Caractéristiques techniques
DART est un petit satellite de 365 kg développé par Orbital Sciences Corporation. Durant la mission le satellite reste solidaire du 4e étage HAPS (Hydrazine Auxiliary Propulsion System) du lanceur Pegasus. Celui-ci fournit l'avionique, le système propulsif (brûlant de l'hydrazine) utilisé pour les corrections orbitales et 6 propulseurs à gaz froid (azote) pour le contrôle d'attitude. Le satellite dispose en propre de 18 propulseurs à gaz froid pour les manœuvres d'approche. L'instrument principal AVGS  (Advanced Video Guidance Sensor)  développé par AOS est un système optique reposant sur un laser. Celui-ci émet dans deux longueurs d'onde (808  et   805 nm) pour éliminer par soustraction les réflexions secondaires non produites par les réflecteurs installés sur MUBLCOM.

### L'engin cible MUBLCOM
MUBLCOM (Multiple Path Beyond Line of Sight Communication) est l'engin spatial cible avec lequel DART a rendez-vous. Il s'agit d'un petit satellite expérimental militaire de 48 kg développé avec le soutien notamment de la DARPA et lancé 6 ans auparavant en 1999. La mission primaire de MUBLCOM était d'évaluer la capacité d'une réseau de satellites circulant en orbite basse en tant que relais pour un ensemble de téléphones mobiles. Ce satellite, également développé par Orbital Sciences Corporation, est stabilisé par gradient de gravité. Il est équipé d'un réflecteur laser compatible avec le système optique AVGS de DART. Ayant achevé sa mission primaire, il a été choisi pour participer à l'expérience de rendez-vous.

## Déroulement de la mission
DART est lancé par une fusée aéroportée Pegasus-XL  le 15 avril 2005. Durant les 8 heures suivant le lancement, le satellite exécute les tâches programmées l'amenant à proximité de l'engin spatial cible. Alors qu'il se trouve à faible proximité de celui-ci, 11 heures après le décollage, DART détecte qu'il est pratiquement à court de carburant et interrompt la mission en réalisant les manœuvres destinées à la placer sur une orbite cimetière. Les opérateurs au sol se rendent compte alors que les deux engins spatiaux se sont heurtés environ 4 minutes avant que DART effectue cette manœuvre.
Cet échec entraine la création par la NASA d'une commission d'enquête qui détermine que plusieurs erreurs de conception ont été commises dans le programme informatique chargé d'estimer la position de DART à partir des données des récepteurs GPS. Ces erreurs ont entrainé l’exécution en boucle de manœuvres qui ont épuisé les ergols et abouti à la collision. Le satellite a été détruit durant sa rentrée atmosphérique qui s'est produite le 7 mai 2016.